# Enfield, North Carolina
Enfield är en ort i Halifax County i delstaten North Carolina, USA.